# اكتشاف خطأ وقت التشغيل
اكتشاف خطأ وقت التشغيل هي طريقة للتحقق من البرامج تقوم بتحليل تطبيق برمجي أثناء تنفيذه والإبلاغ عن العيوب التي تم اكتشافها أثناء التنفيذ. يمكن تطبيقه أثناء اختبار الوحدة، اختبار المكونات، اختبار التكامل، اختبار النظام (آلي / نصي أو يدوي)، أو اختبار الاختراق.
يمكن لاكتشاف أخطاء وقت التشغيل تحديد العيوب التي تظهر في وقت التشغيل فقط (على سبيل المثال، استبدال الملف) والتركيز على الأسباب الجذرية لتعطل التطبيق أو العمل ببطء أو التصرف بشكل غير متوقع. تشمل العيوب التي يتم اكتشافها بشكل شائع من خلال الكشف عن خطأ وقت التشغيل:
- حالة تسابق
- مقاطعة
- تسرب الموارد
- تسرب الذاكرة
- ضعف
- مؤشرات فارغة
- ذاكرة غير مهيأة
- تجاوز سعة المخزن المؤقت[1]

يمكن لأدوات اكتشاف خطأ وقت التشغيل اكتشاف الأخطاء في تدفق التحكم المنفَّذ للتطبيق فقط.